# Bonagratia von Bergamo
Bonagratia von Bergamo (* um 1265 in Bergamo; † 19. Juni 1340 in München) war ein spätmittelalterlicher franziskanischer Laienbruder und Jurist.
Bonagratia trat 1309/10 dem Franziskanerorden bei. Aufgrund seiner ausgezeichneten juristischen Ausbildung stieg er rasch auf und wurde schließlich Prokurator seines Ordens an der Kurie in Avignon (siehe Avignonesisches Papsttum). Er füllte diese Stellung mit großem Sachverstand und viel Geschick aus. Im Zusammenhang mit dem theoretischen Armutsstreit polemisierte Bonagratia, der als streitbarer Geist galt und eine wichtige Rolle in dieser Auseinandersetzung spielte, zunächst scharf gegen die so genannten Spiritualen (siehe Ubertino da Casale), die die Armut Christi und der Apostel postulierten und dies auch für die Kirche forderten. Er wurde kurzzeitig 1312 nach Valcabrère verbannt, da er sich gegen die Ausgleichspolitik des damaligen Papstes Clemens’ V. mit den Spiritualen stellte, konnte aber nach dem Tod Clemens’ zurückkehren. Er verfasste aus diesem Grund auch eine juristisch konzipierte Questio, in der er die Rechtmäßigkeit des päpstlichen Verbannungsbefehls untersuchte. 
Als die Spiritualen dann von Papst Johannes XXII. verfolgt wurden, unterstützte Bonagratia seinen Ordensgeneral Michael von Cesena, der gegen den Papst Stellung bezogen hatte. Bonagratia wurde im Januar 1323 einige Zeit arretiert, da er gegen die Anfang Dezember 1322 veröffentlichte päpstliche Bulle Ad conditorem, die von den Franziskanern mehrheitlich abgelehnt wurde, Protest eingelegt hatte. Michael, Bonagratia und andere Franziskaner, darunter auch Wilhelm von Ockham, flüchteten im Mai 1328 aus Avignon und begaben sich nach Pisa, wo sich zu dieser Zeit der römisch-deutsche König Ludwig IV. aufhielt, der sich selbst im Konflikt mit dem Papst befand. 
Ludwig gewährte den Franziskanern Schutz, die restliche Zeit verbrachten sie in München, wo sie bemüht waren, durch ihre gelehrte Unterstützung für Ludwig ihren Standpunkt gegenüber der Kurie durchzusetzen. Das Anliegen der Dissidenten, die Armut Christi zu betonen, wurde in Einklang gebracht mit dem Ziel Ludwigs, ein gegenüber dem Papsttum unabhängiges Kaisertum zu behaupten. Allerdings hatte der Weggang der Franziskaner um Michael von Cesena eine Spaltung des Ordens zur Folge, die erst mit seinem Tod endete. Papst Johannes exkommunizierte sie noch im Juni 1328, anschließend half Bonagratia bei der Abfassung anti-päpstlicher Streitschriften mit und unterstützte bis zu seinem Tod die Politik Ludwigs.